# Schweizerhalle

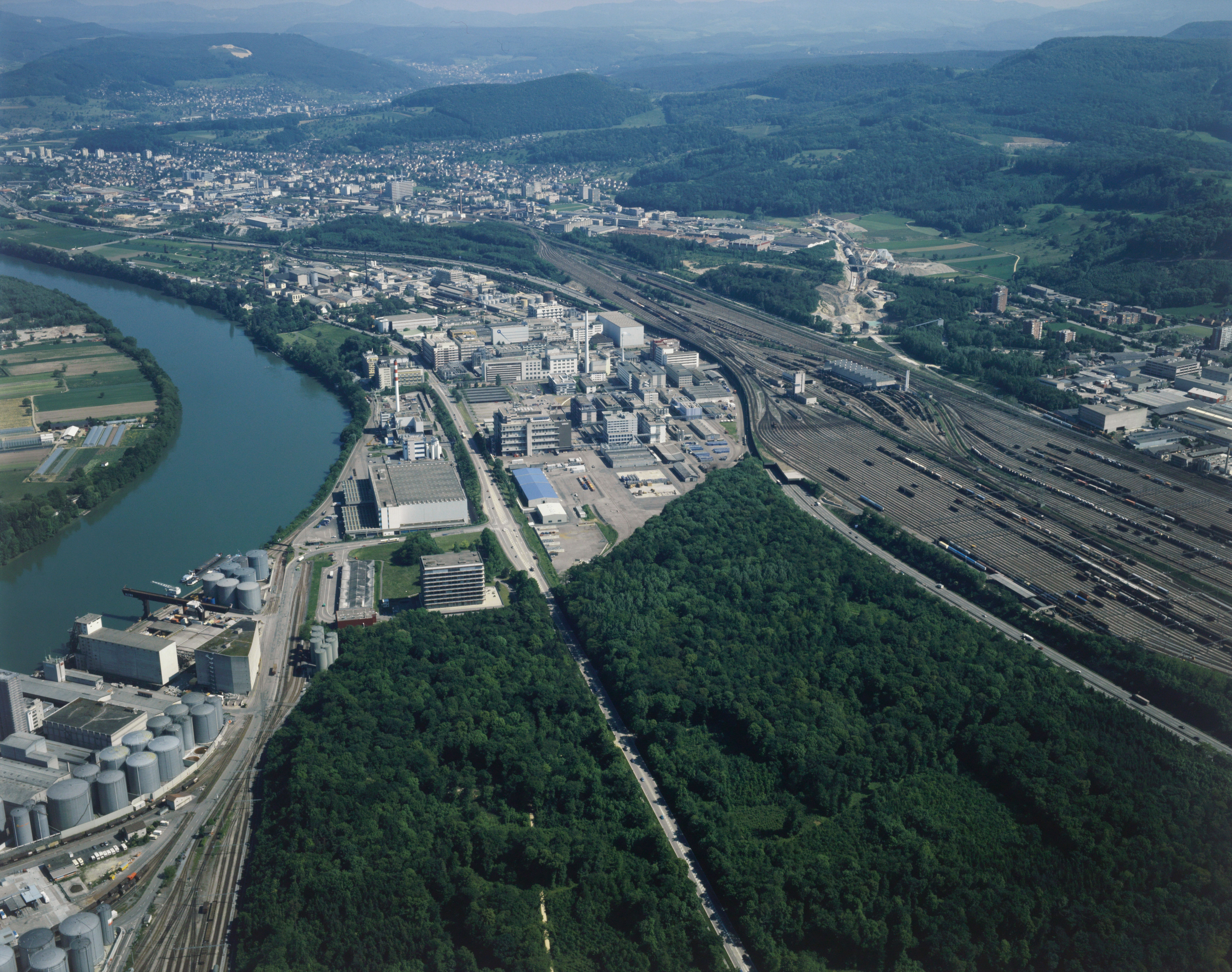
Luftbild des Industriegebietes Schweizerhalle (1995, Blick nach Osten)

Schweizerhalle ist ein bedeutendes Industriegebiet in den beiden basellandschaftlichen Gemeinden Muttenz und Pratteln bei Basel direkt am Rhein. Schweizerhalle gehört zum Wirtschaftsgebiet Nordwestschweiz und ist einer der Standorte der Schweizer Salinen sowie bekannter Chemiekonzerne wie Novartis und Clariant. Der Rangierbahnhof Basel-Muttenz, einer der grössten in Europa, befindet sich in direkter Nähe zum Areal.

## Namensherkunft
Der Name rührt her von Schweizerhalle (gemeint ist: Schweizer Halle), einer älteren Bezeichnung des salzgewinnenden Unternehmens Schweizer Rheinsalinen. Der Namensbestandteil «Halle» bezeichnet den Plural von «Hall», ein ausser Gebrauch gekommenes Wort für Saline. Bei der Namensvergabe für das gleichnamige Unternehmen ging man noch davon aus, dass «Hall» ein keltischer Ausdruck für Salz war.

## Saline

Rheinsalinen in Schweizerhalle (1945)

Am 30. Mai 1836 stiess der deutsche Bergbaufachmann Freiherr Carl Christian Friedrich Glenck beim Roten Haus in Muttenz auf eine sieben Meter dicke Salzschicht. Bereits ein Jahr später entstand in der Nähe im Gemeindebann von Pratteln die erste Saline.
Durch die «Schweizer Salinen» werden die Schweiz und Liechtenstein mit Salz versorgt. Das Salzregal war eine wichtige Einnahmequelle für den noch jungen und armen Halbkanton Basel-Landschaft. Die grossen Landreserven, die Lage am Rhein sowie die Verfügbarkeit von Salz waren wichtige Faktoren für die Ansiedlung von Produktionsstätten der chemischen Industrie, die in Basel in der zweiten Hälfte des zwanzigsten Jahrhunderts keinen Raum für eine weitere Expansion hatten.
In der 1860 unmittelbar bei der Saline errichteten «Villa Glenck», dem ehemaligen Direktorenwohnhaus, wurde 1997 das Museum «Die Salzkammer» eingerichtet.

## Grossbrand vom 1. November 1986
Bekanntheit erlangte Schweizerhalle, als am 1. November 1986 ein Grossbrand beim Chemiekonzern Sandoz ausbrach, in dessen Folge vor allem mit Pestiziden belastetes Löschwasser in den Rhein geriet, was zu einem Fischsterben flussabwärts bis Mannheim führte. Weithin sichtbar war eine Verschmutzung des Rheinwassers mit einem ebenfalls eingetragenen roten Farbstoff, der jedoch ungiftig war.